# Шейк, Ирина
Ири́на Вале́рьевна Шайхлисла́мова (род. 6 января 1986, Еманжелинск, Челябинская область, РСФСР, СССР), известная как Ири́на Шейк — российская супермодель и актриса. Она является первой российской моделью, появившейся на обложке Sports Illustrated Swimsuit Issue. Сайт Models.com назвал её иконой модной индустрии.

## Биография

### Происхождение
Родилась 6 января 1986 года в городе Еманжелинске (Челябинская область). Её отец Валерий Шайхлисламов был шахтёром, умер в 2000 году, когда Ирине было 14 лет, от болезни лёгких. Матери Ольге, преподавателю музыки, приходилось работать в двух местах, чтобы прокормить себя и двух дочерей, у Ирины есть старшая сестра Татьяна. Своей внешностью Шейк обязана татарскому происхождению по отцу и русскому по матери. Бабушка Шейк — Галия Гайнисламовна Шайхлисламова (20.11.1924—20.12.2013; Сибай) во время Великой Отечественной войны служила в разведке на 3-м Украинском фронте и День Победы встретила в Австрии, а после войны работала на элеваторе.
Сразу после окончания школы № 4 Еманжелинска Шайхлисламова уехала в Челябинск и поступила в Челябинский экономический колледж, где изучала маркетинг. Там представители местного имидж-клуба, заметив девушку, предложили ей работу в модельном агентстве.

### Карьера

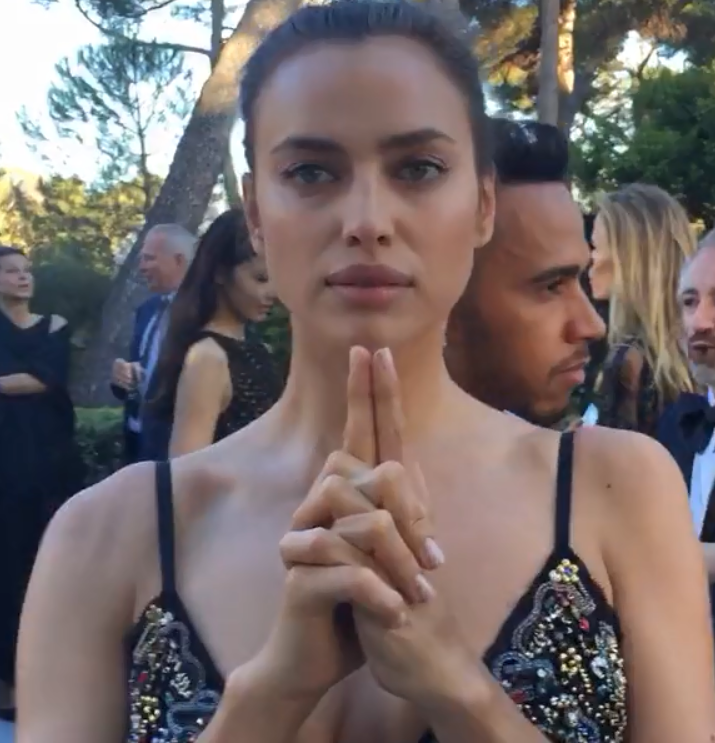
Ирина Шейк в 2016 году

Карьера модели для Шайхлисламовой началась с победы в Челябинском конкурсе красоты «Супермодель 2004». Скаут Гия Джикидзе, который также открыл Наталью Водянову, Евгению Володину, Полину Куклину, Елену Мельник, Ольгу Шерер и других успешных моделей, заметил Шайхлисламову и предложил ей стать профессиональной моделью. С 2005 года она начала работать в качестве модели в Европе, а затем в США.
В 2007 она стала лицом бренда Intimissimi, и представляла его до 2009 года. В 2009 Шейк снялась для рекламного ролика Intimissimi. Начиная с 2010 года Ирина Шейк представляла Intimissimi как посол марки. В марте 2016 вновь стала лицом итальянского модного бельевого бренда.
С 2007 года Шейк снимается каждый год для Sports Illustrated Swimsuit Issue, работая с такими фотографами, как Памела Хенсон, Стив Эрл, Риккардо Тинелли, Реннио Мейфреди и Рафаэль Мазуццо. В 2011 году Ирина Шейк стала первой российской моделью, попавшей на обложку Sports Illustrated Swimsuit Issue.
Шейк появлялась на обложках самых известных журналов, включая Vogue Russia (2016, 2017), Vogue Espana (2013, 2014, 2017), Vogue Turkey (2016), Vogue Germany (2016, 2017), Vogue Brasil (2014, 2017), Vogue Japan (2016, 2017), Vogue Mexico (2014), украшала обложки таких изданий, как Glamour, Maxim, Allure, GQ, Numero, Vanity Fair, Grazia, Harper’s Bazaar, Cosmopolitan.
В 2015 году заключила контракт с косметическим брендом L’Oreal Paris и стала международным послом марки, наряду с супермоделями Даутцен Крус, Ларой Стоун, Бьянкой Балти и др.
Была лицом брендов Armani Exchange (2010), Guess (2008—2009), Intimissimi (2007—2009, 2016 —), Beach Bunny (2009), Lacoste (2007), La Perla (2007), Givenchy & Givenchy Jeans (2015—2017), Agua Bendita (2015), Linda Farrow (2015), Replay (2011, 2017), Twin-Set (2014), Alberta Ferretti (2017), Blumarine (2017) и др.
В рангах сайта models.com Ирина Шейк значится в списке самых сексуальных моделей и икон индустрии.
В декабре 2016 года впервые приняла участие в показе нижнего белья Victoria’s Secret Fashion Show 2016 в Париже. Причём на подиум Ирина вышла уже беременной дочерью Леей де Сеной.
В 2019 году она стала новым лицом аромата Scandal от Жан-Поля Готье.
Вела 4-й сезон реалити-шоу «Топ-модель по-русски», однако вскоре шоу было окончательно закрыто каналом.
В 2024 году стала лицом российского бренда Gloria Jeans.
В компьютерной игре Need for Speed: The Run Ирина играет персонажа Милу Белову (англ. Mila Belova).
Среди дизайнеров лучшими друзьями Шейк являются Донателла Версаче и Рикарду Тиши.

### Благотворительная деятельность
Ирина Шейк помогает родильному дому в своем родном городе Еманжелинске. Она и её сестра помогли восстановить детскую палату местной больницы, и теперь собирает деньги от имени российской благотворительной организации «Помоги», которая оказывает помощь больным детям. Ирина является официальным послом компании «Помоги» в России.
Она является послом Продовольственного банка Нью-Йорка, а также ASPCA.
В 2022 году она выступила против российского вторжения в Украину, заявила о намерении сделать пожертвования ЮНИСЕФ и Красному Кресту для поддержки их гуманитарных усилий на Украине и призвала своих последователей тоже сделать пожертвования.

## Личная жизнь
C 2010 по 2015 год состояла в отношениях с футболистом Криштиану Роналду.
С апреля 2015 года состояла в отношениях с актёром Брэдли Купером. 21 марта 2017 года у пары родилась дочь Лея де Сьен Шейк Купер. В июне 2019 года стало известно, что пара рассталась.

## В массовой культуре
Американский рэпер Канье Уэст упомянул Шейк в своей песне Christian Dior Denim Flow, со словами: «I wanna see Irina Shayk next to Doutzen» (Я хочу видеть Ирину Шейк рядом с Даутцен). Также была задействована в съёмках видеоклипа на его песню «Power» (в клипе также были заняты модели Диандра Форрест и Джессика Уайт).

## Фильмография
| Год  |     | Русское название        | Оригинальное название   | Роль        |
| ---- | --- | ----------------------- | ----------------------- | ----------- |
| 2011 | ки  | Need for Speed: The Run | Need for Speed: The Run | Мила Белова |
| 2013 | кор | Агент                   | L'Agent                 | агент       |
| 2014 | ф   | Геракл                  | Hercules                | Мегара      |
| 2016 | с   | Внутри Эми Шумер        | Inside Amy Schumer      | жена        |